# Feuchtwiesen östlich Gut Barnsfeld
Koordinaten: 51° 55′ 29″ N, 6° 55′ 56″ O
Das Naturschutzgebiet Feuchtwiesen östlich Gut Barnsfeld liegt auf dem Gebiet der Stadt Velen im Kreis Borken in Nordrhein-Westfalen.
Das aus drei Teilflächen bestehende Gebiet erstreckt sich nordwestlich der Kernstadt Velen und westlich des Velener Ortsteils Nordvelen direkt an der am nördlichen Rand vorbeiführenden B 525. Durch das Gebiet hindurch fließen der Rindelfortsbach und der Dollebach.

## Bedeutung
Für Velen ist seit 1993 ein 73,0 ha ha großes Gebiet unter der Kenn-Nummer BOR-062 als Naturschutzgebiet ausgewiesen. 